# Amazona d'ales taronja
L'amazona d'ales taronja o lloro d'ales taronges (Amazona amazonica) és una espècie d'ocell de la família dels psitàcids amplament emprat com a ocell de gàbia.

## Morfologia
- Fa una llargària d'uns 33 cm. I un pes de 340 gr.[2]
- És un lloro verd, com tots els del gènere Amazona, amb plomes blaves a la part superior del cap i grogues a la inferior, que varien en funció dels diferents individus. Plomes ataronjades a les ales i la cua, visibles en vol.
- La mandíbula inferior del bec és color banya i la superior del mateix color en la base i gris fosc la resta.
- Sense dimorfisme sexual evident.

## Distribució i hàbitat
Habita la selva, boscos, sabanes, manglars i terres de conreu des del nord i est de Colòmbia, Veneçuela, Trinitat, Tobago i Guaiana, est de l'Equador i del Perú, nord de Bolívia, Amazònia del Brasil i Brasil oriental. Emprat profusament com ocell de gàbia ha fugit a la natura en diferents països, com ara a Catalunya.